# Sant'Alfio (Sicília)

Ubicació de Sant'Alfio (Sicília) dins de la província

Sant'Alfio (sicilià Sant'Arfiu) és un municipi italià, dins de la ciutat metropolitana de Catània. L'any 2006 tenia 1.664 habitants. Limita amb els municipis d'Adrano, Belpasso, Biancavilla, Bronte, Castiglione di Sicilia, Giarre, Linguaglossa, Maletto, Mascali, Milo, Nicolosi, Piedimonte Etneo, Randazzo, Zafferana Etnea.

## Administració
| Període | Identitat       | Partit        |
| ------- | --------------- | ------------- |
| 2008-   | Salvatore Russo | Llista cívica |